# Cessna 421
El Cessna 421 Golden Eagle es el resultado del desarrollo de los anteriores Cessna 411 ligeros. Es una aeronave bimotor de transporte privado. La principal diferencia entre los dos modelos es que el 421 es presurizado.

## Desarrollo

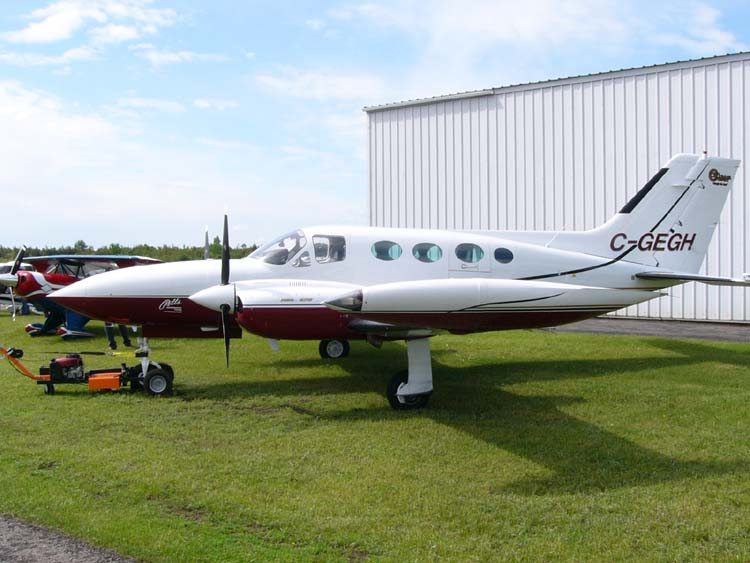
Cessna 421B Golden Eagle con motores de memoria RAM del mercado de accesorios modificados

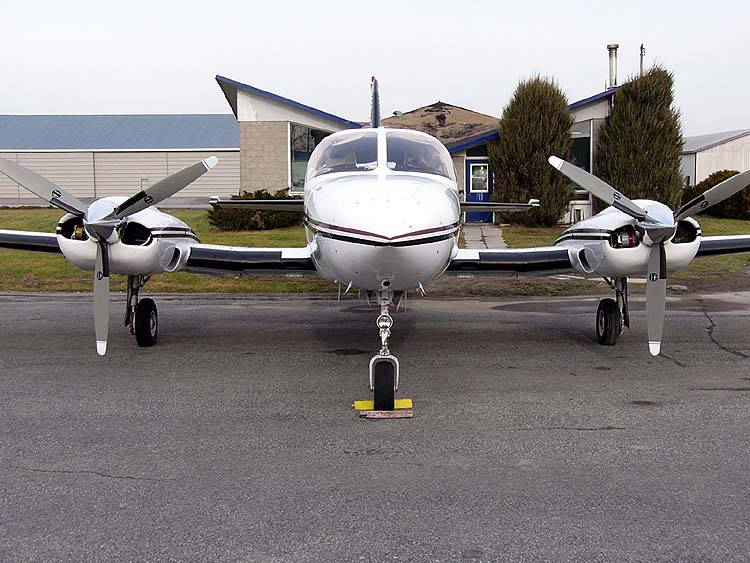
Cessna 421B Golden Eagle, fachada

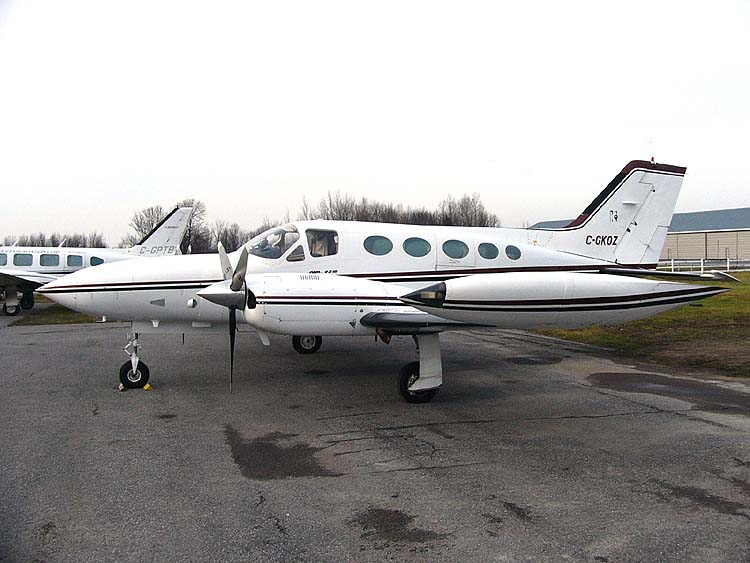
Cessna 421B Golden Eagle

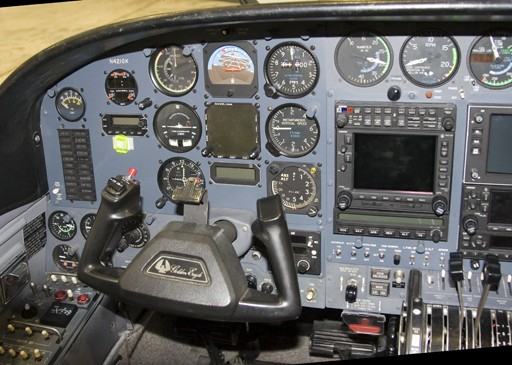
Cessna 421C Golden Eagle, instrumentos típicos del piloto

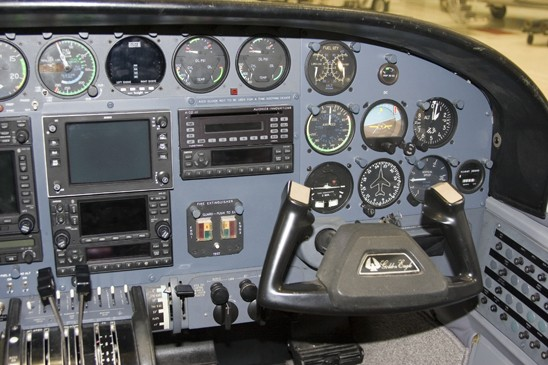
Cessna 421C Golden Eagle, típica instrumentación del copiloto

El 421 utiliza motores Continental GTSIO-520-D. El sistema de engranes de esta aeronave la diferencian de modelos anteriores, ya que el eje de transmisión no está directamente conectado a la hélice sino que esto se efectúa mediante una caja de engranajes reductores.
El 421 fue producido por primera vez en mayo de 1967. El 421A apareció en 1968 y el avión fue rediseñado en 1970 y se comercializó como el 421B. En 1975, el 421C contó con tanques en las alas (wet wings), se eliminaron los tanques externos en las puntas de las alas y hubo un rediseño del tren de aterrizaje, que pasó de ser de una sola pieza a un tren con un mecanismo con articulaciones. La producción terminó en 1985.
El Cessna 421 recibió su certificación el 1 de mayo de 1967, lo que incluyó las habilitaciones para los modelos anteriores.
Algunos 421 se han modificado y utilizan motores de turboprop, muy similares a los del Cessna 425, turbohélice que resultó como un desarrollo del 421.

## Variantes
421
Certificado el 1 de mayo de 1967, propulsado por dos motores Continental GTSIO-520-D de 375 CV (280 kW) cada uno, el máximo peso en el despegue es de 6,800 libras (3,084 kg).
421A
Tipo aprobado el 19 de noviembre de 1968, propulsado por dos motores Continental GTSIO-520-D de 375 CV (280 kW) cada uno, el máximo peso en el despegue es de 6,840 libras (3,103 kg).
421B Golden Eagle
Avión bimotor ligero para ocho pasajeros. Fue aprobado el 28 de abril de 1970. Es propulsado por dos motores Continental GTSIO-520-HS de 375 CV (280 kW) cada uno. El máximo peso en el despegue es de 7,250 libras (3,289 kg). Los modelos posteriores aumentaron su peso máximo de despegue a 7,450 libras (3,379 kg).
421C Golden Eagle
Avión bimotor liviano para transporte de pasajeros. Fue aprobado el 28 de octubre de 1975. Propulsado por dos motores Continental GTSIO-520-Ls o Continental GTSIO-520-N de 375 CV (280 kW) cada uno. El peso máximo de despegue es de 7,450 libras (3,379 kg).

## Operadores militares
Bahamas
 Bolivia
 Costa de Marfil
 Nueva Zelanda
 Nicaragua
 Pakistán
 Paraguay
 Filipinas
- Rodesia

 Sri Lanka
 Turquía
- Real Fuerza Aérea de Nueva Zelanda
- N º 42 Escuadrón RNZAF
- Fuerza Aérea de Rodesia - 1
- Fuerza Aérea de Argentina.

## Especificaciones (C 421C)
Los datos de Jane's Todos los aviones del mundo 1976-1977
Características generales
- Tripulación: uno o dos
- Capacidad: seis o siete pasajeros
- Longitud: 36 pies 9 ⅝ (11.09 m)
- Envergadura: 41 pies 1 ½ pulgadas (12.53 m)
- Altura: 11 pies 5 ⅜ (3.49 m)
- Superficie alar: 215 ft² (19,97 m²)
- Peso vacío: 4,501 libras (2,041 kg)
- Peso máximo al despegue: 7,450 libras (3,379 kg)
- Planta motriz: 2 × Continental GTSIO-520-L con turbocompresor, inyección de combustible de seis cilindros opuestos, refrigerado por aire, 375 CV (280 kW) cada uno.

Rendimiento
- Velocidad máxima: 256 nudos (475 km/h, 295 mph) a 20,000 pies (6,100 m)
- Velocidad de crucero: 240 nudos (444 km/h, 276 mph) a 25,000 pies (7,600 m) (75% de potencia)
- Alcance: 1,487 millas náuticas (2,755 kilómetros, 1,712 millas terrestres)
- Techo de vuelo: 30,200 pies (9,205 m)
- Tasa de ascenso: 1,940 pies/min (9.9 m/s)